# Regiment de la cosa pública

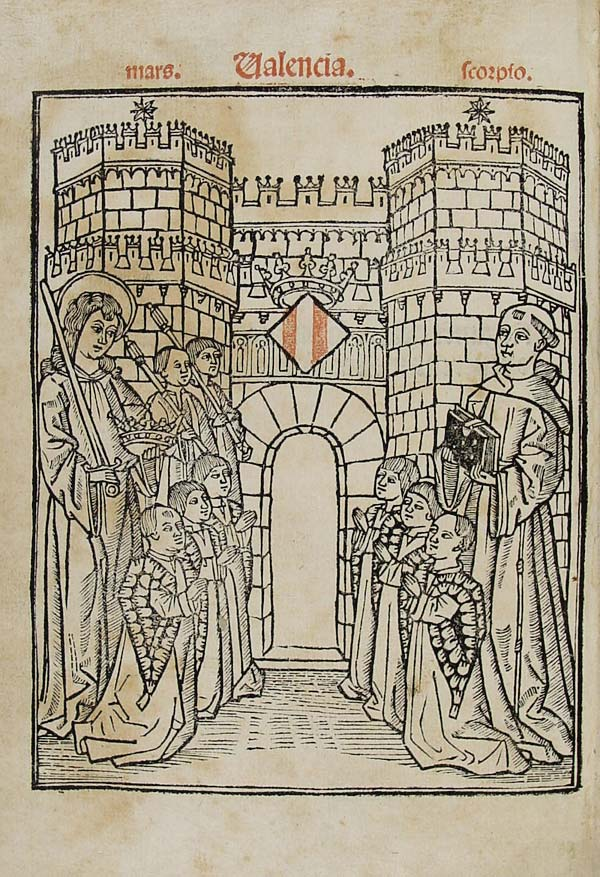
Foglio del titolo dell'incunabolo del Regiment de la Cosa Pública (Valencia, Cristòfor Cofman, 1499). Sulla destra si può vedere Francesc Eiximenis, che offre ai jurats di Valencia il suo libro.

Il Regiment de la Cosa Pública (Governo della Repubblica) è una piccola opera di 38 capitoli scritta da Francesc Eiximenis nel 1383 in catalano, in occasione del suo arrivo a Valencia, e dedicata ai jurats (rappresentanti municipali) di questa città.

## Informazioni generali
Il Regiment de la Cosa Pública riassume generalmente le linee essenziali del pensiero sociale e politico di Francesc Eiximenis, e spiega anche le linee di fondo di quello che si è stato chiamato "pattismo catalano-aragonese".
Grazie alla dedica ai jurats possiamo ricavare informazioni sul periodo di componimento. 
Come opera autonoma è stata stampata solo in incunaboli a Valencia, il 28 gennaio 1499 dal tipografo tedesco Cristòfor Cofman.
Il Regiment de la cosa pública è inoltre contenuto nei capitoli 357-395 del Dotzè del Crestià, facente a sua volta parte dell'opera enciclopedica Lo Crestià. 
Alcuni studi hanno provato che Eiximenis, per la stesura del Regiment, si è ispirato al Communiloquium del francescano Giovanni del Galles. D'altra parte, sembra che alcune parti di quest'opera non siano state scritte da Eiximenis, ma aggiunte posteriori. 

## Edizioni digitali

### Incunaboli
- Edizione nella Biblioteca Virtuale Joan Lluís Vives, su lluisvives.com.
- Edizione nella Biblioteca Valenciana Digitale, su bv2.gva.es (archiviato dall'url originale il 12 febbraio 2009).

### IlRegiment de la Cosa Públicanelle opere complete in linea
- Opere complete di Francesc Eiximenis (in catalano ed in latino).